# Didemnum granulatum
Didemnum granulatum är en sjöpungsart som beskrevs av Takasi Tokioka 1954. Didemnum granulatum ingår i släktet Didemnum och familjen Didemnidae. Inga underarter finns listade i Catalogue of Life.